# 南泥湾
南泥湾，位于陕西延安城东南45公里处，是延安市著名旅游景点之一。1941年皖南事变后，中国共产党的根据地陕甘宁边区政府失去来自重庆国民政府的财政支持，中国共产党选择走生产自救的道路。同年春，八路军第三五九旅开进南泥湾实行军垦屯田，用以开展工农商活动，以生产、贸易等方法解决财政问题。随着南泥湾在大生产运动时期得到发展，成为边区的典范，被称为“陕北的好江南”，是中国共产党政治宣传、党史教育、党建活动的重要地点。
2011年，南泥湾镇被确定为市级重点镇。
2016年底，延安成立南泥湾开发区，布局南泥湾新发展。南泥湾开发区位于延安市区东南45公里的汾川河上游，辖南泥湾镇、麻洞川乡、临镇镇三个乡镇。

## 地理环境
南泥湾位于陕西延安城东南45公里处，抗日战争时期归属中共陕甘宁边区管辖，根据1943年《南泥湾调查》报告：“南泥湾现在是延安县金盆区的一个乡，地面辽阔，西界鄜、甘二县境延水与洛水分水岭的大动脉，北靠延水与临镇川的分水岭，东与金盆湾本区接壤，南靠固临境内，黑蛇川与临镇川的分水岭，纵横各约八十里，计六千四百方里。中心地区由三道河川构成：南盘龙川自西向东約三十五里，九龙川自南而北约二十余里，在南泥湾匯合称南阳府川，东北向约二十五里至金盆湾。”农场管理处估计，可耕地约百万亩，川地一万五千亩，其余为广大森林区。1940年人口仅2、30户。
2016年成立的南泥湾开发区控制范围属黄土高原丘陵沟壑区。规划控制面积1347平方公里，总人口4.17万人。森林覆盖率87%，平均海拔1230米，全年无霜期130天左右，年降雨量为500—600毫米，平均气温较延安市区低2—3℃。

## 歷史

### 大生产运动
1939年2月针对国民政府和侵华日军的封锁，毛澤東提出了“自己动手，丰衣足食”的口号，动员根据地军民开展大生产运动。

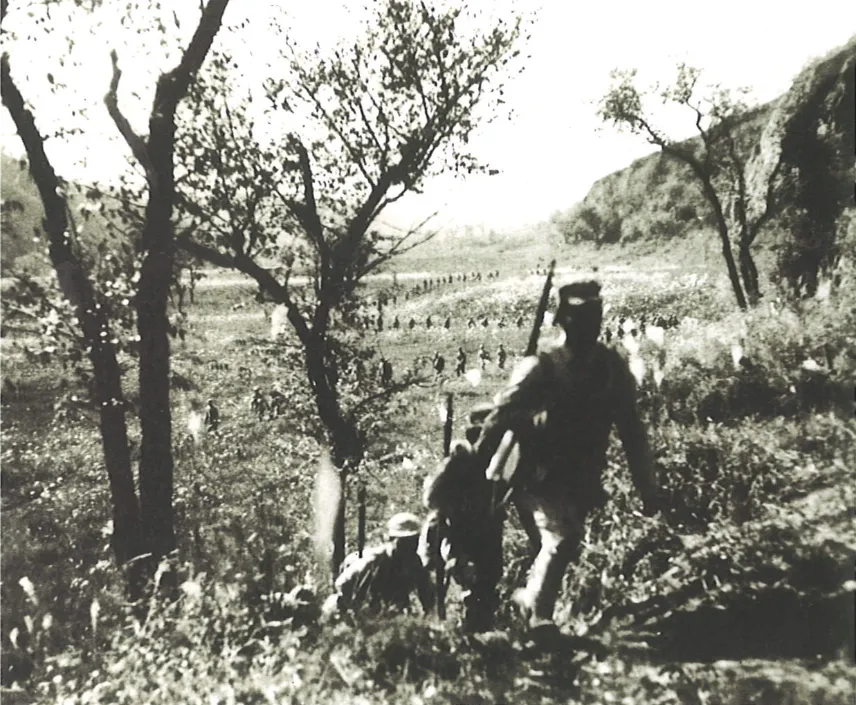
三五九旅进驻南泥湾

1940年6月，乐天宇率领森林考察团，考察森林情况时，发现南泥湾地区，同年末，中央财经处计划开发，将管辖由固临县拨给新中国大农场经营。
1941年皖南事变爆發後，中共遭遇前所未有的經濟閑難；國民黨不僅不繼續提供經費，還對陝甘寧邊區進行全面封鎖，加上敵後根據地和蘇聯盟友在各自敵人的攻擊下都自顧不暇，中共只好擴大對農業部門的糧食徵收，負擔之重曾導致延安外來移民大量逃離邊區，以及農民對毛澤東作出詛咒，毛澤東因此更加重視軍隊、學校和機關單位的生產，也愈發提高他們自籌經費的比例。
1941年3月12日，为克服解放区面临的日军“扫荡”、国民党封锁以及自然灾害造成的困难，响应中共中央组织起来，开展生产运动的号召，王震旅长率领三五九旅度过屯垦南泥湾的第一个劳动日。在「一把镢头一支枪，生产自给保卫党中央」的口号下，全旅指战员立志将荒凉的南泥湾变成牛羊满川、麦浪起伏的陕北江南。
1941年3月，八路军120师三五九旅在王震率领下，在南泥湾进行军垦，以满足根据地的物资供给。五月，八团到金盆湾，七月，炮兵团到南盘龙川，“皆曾种了一些地”，十一月警卫营开到，1941年居民增至101户。
1941年初，南泥湾地区仅有4个农场，至七月，增加到14个，
1942年，成立农场管理处，三月，特务团到驻马坊，六月，九团驻九龙川，八月，四支队来南泥湾，“皆曾种地，但中心在种特货”，1942年农场增加到30余个，居民增至243户。
1942年西北局高干会议上声称的三五九旅的成绩
1. 坚决执行了党的农业第一的政策，开垦了2.5万亩土地，辛勤建设了南泥湾，解决了一部分的粮草及各种用品。
2. 建设了各种工业如纺织、肥皂等约10种。
3. 建立了600多匹运输牲口及47个骡马店。
4. 除粮食外，去年全部开支自给67.55%，内中经常费自给96.16%。
5. 全旅生产计划、生产制度与供给制是统一的。
6. 节约有成绩，有制度。

### 粮食作物尝试

#### 水稻
1941年起，三五九旅开始在位于干旱地区的南泥湾种植水稻，经治地打坝、修渠引水，水田面积一度达2000多亩，甚至有人指最多时有3000多亩。大生产运动中，许多来自南方的干部积极性强，在南泥湾的生产活动中分享、钻研水稻种植的技术，为南泥湾的水稻种植提供了主观条件。不仅缓解了稻米在延安地区稀缺的供应，而且有利于当时中国共产党的政治宣传，制造了陕北的“江南”典型要素。

### 经济作物尝试

#### 酿酒
1941年春天，王震率三五九旅开发南泥湾时，在靠近陕西四大名泉之一九龙泉的地方特建窑烧酿酒作坊，生产出的产品供战时之需，粉碎了国民党在酒品方面的经济封锁。

#### 烟草
1941年秋，边区大生产运动继续深入发展，耕地逐步增多，军民的温饱问题有所缓解。边区各级政府和机关、部队、学校，在制定的农业生产计划中，都提出了烟叶生产任务，有的还把种烟作为重要的农副业生产。10月，边区政府取消仅实行了半年的烟叶产销税，嗣后偶尔征税，其税率也多在2%以下。1942年，中共中央西北局办公厅召开会议，决定奖励公余个人生产，收购个人剩余产品，进一步激发了干部、战士种烟的积极性。屯田南泥湾的三五九旅战士，因津贴不能按时发放，无钱买旱烟，意见甚大，反映到上级考察团那里。以后旅部号召战士利用业余时间种烟，全旅共收获烟叶5580公斤，除满足自用外，还有长余烟叶出售。
1942年，三五九旅安排各团将烟叶生产计划列入农业生产计划中，全年共收获烟叶5580公斤。1943年，三五九旅在南泥湾种烟400亩，亩产125公斤，共收获5万公斤。1944年，南泥湾农场试种美国烟草成功，“每株茎高6尺”，每亩“可收125—150公斤”，“比中国烟每亩多收三分之一至三分之二，且吃味良好”。中共中央直属机关种烟30多公顷，占工业原料种植面积的50%。中共中央党校南泥湾农场韦荫秀种烟收获1.2万公斤，折合细粮（中国大陆通常指指大米和白面）20石，超过中共中央直属机关各农场每人平均完贼细粮任务的近一倍，被评为边区特等劳动英雄。

#### 鸦片
披露
1990年，台灣中共史專家陈永发《红太阳下的罂粟花：鸦片贸易与延安模式》發表后，舆论出现中共大生产运动中种植的作物包括粮食及特货（即鸦片）的怀疑。种植罂粟的原因，是因为当时中国鸦片被广泛当做硬通货使用，陕甘宁边区物产贫瘠，种植鸦片出口用于平衡外贸。大陆学者张耀杰的认为，毛泽东亲笔题词纪念的张思德，并非死于烧木炭，而是在制鸦片的过程中意外身亡，此言论引起反驳。
塔斯社记者、莫斯科驻延安的特派员彼得·弗拉基米洛夫在他逝世二十年后中苏交恶时期出版的《延安日记》里对边区政府种植特货有相当篇幅的提及。此事在中共高官谢觉哉的日记里也有記載。
种植背景
在极高的財政壓力下，軍隊求助於鴉片販賣和種植，朱德和任弼時可能是最早默许種植與走私鴉片的邊區領導人，在此情形下，毛澤東不得不親自介入，也默许了在“一定的革命时期内”鴉片種植和販賣，并尽可能低调生产、严格控制。
难道我们不会明修栈道，暗度陈仓吗？——毛泽东听取南汉宸关于种植鸦片的建议后的回答
栽種情况
1942年特务团、九团、四支队来南泥湾“皆曾种地，但中心在种特货”。在1942年各单位中底面积调查表中，八团种植1000亩，收烟300两，特务团收烟100两，警卫团收烟800两，炮兵团种植六百亩只出八十亩，收烟几十两。“第一，贪多；第二缺乏经验，未好好的采访老百姓的意见，如炮兵团下种时，老百姓说太早，种了不出来，我们不听，结果六百亩只出了八十亩。其他是施肥割烟皆不熟悉……”。时任三五九旅九团九连连长，后长期担任南泥湾生产大队长的刘宝斋所述，所在部队在南泥湾孟酒沟种大烟，用多余的粮食酿酒，烟酒贩到国统区卖钱，“为这事常同机关的打架。连队要挣钱，机关要收税。一次往河东贩卖烟土，货上了船，船帮上一圈端刺刀的战士，看谁敢挡……”。
產銷情况
据当年刘志丹的部下說，他到延安抗日军政大学受训，按边学习、边生产的原则，受训期间前往南泥湾，与王震领导的三五九旅一同开荒种地。粮食确实种了一些，但好一点的地都被用来种了鸦片。而且，王震的三五九旅还专门雇来工匠，把收获的鸦片加工成烟土，然后交由陕甘宁边区财政厅集中保管，随时运往山西、河北等地，无论是国民党军守备区，还是日伪占领区，谁给钱就卖给谁。事实上，因为日伪占领区很难进入，所以绝大部份边区烟土都被卖到国民党守备区，部份卖到民间，部份直接到卖给国民党军队。1947年胡宗南进攻延安，从陇东佯攻，主力从宜川北上延安，走多年未走小路奇袭。南泥湾的金盆湾是其中路线之一，国军参谋人员化妆为鸦片走私商人进入边区，“沿路贩卖西药和布料，归途带鸦片回来”，确认了路线通畅。
尾声
1942年，随着边区政府站住脚跟以及禁毒工作治理的深入开展，其统治区“烟毒问题”有所解决，但是南泥湾一带的特货种植活动没有完全结束。在内外压力下，陕北地区尽可能减少了特货的种植，并对大烟田进行破坏、转移。1944年起，边区经济状况的好转，官方种植特货的行为销声匿迹。

#### 工业尝试
在发展农业生产的同时，边区人民还白手起家大办工业。先后创办了纺织厂、兵工厂、石油厂、化学厂、造纸厂、火柴厂、肥皂厂等许多小型工厂。抗战之前，全边区仅有一个公营修械所，有职工40多人，加上被服、印刷等厂，职工总效还不到300人。而到了1944年，公营工厂达到了130多家，边区职工总数上升到1.2万多人。生产的产品不但部分或全部地满足了边区军民和工作人员生产生活方面的需要，而且还远销外地，换回布匹，药品等必要的物资。

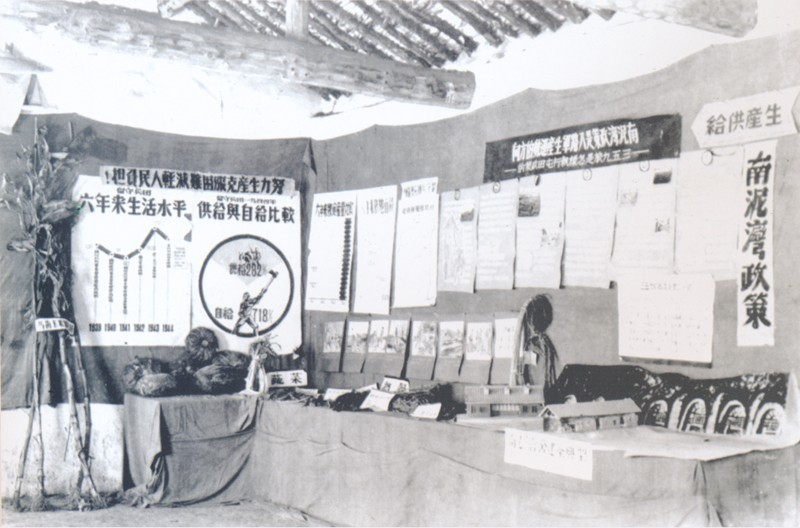
陕甘宁边区农业展览会（画面最右侧有字“南泥湾政策”）

八路军三五九旅于1940年在绥德正式开办大光纺织厂，将稍微装修后的龙王庙作为厂房，不久后又将纺织厂转移到了南泥湾附近。纺织厂初有大小木机、铁机66架，职工250人。到1942年春，纺织厂已有很大的发展，平均每月出宽面布千匹左右，毛巾约500打，毛毯约1500条。1942年冬，同志们穿的棉衣面，就是用自己织的毛呢布做的，“穿起来不但很暖和，而且很好看”。战士们兴奋地说：“将来打起仗来，只要穿上这衣服满身都是劲，到火线上打几个冲锋，就可以使敌人崩溃。”大光纺织厂的年产量从1940年的237尺到1943年时，达到了9177尺。

#### 生态变化
大生产运动时期，屯垦与移民政策起初加剧了南泥湾的自然环境破坏，加重了当地的生存负担。管理处设立后，情况有所适当调整。1944年10月16日，解放日报发表《南泥湾垦区规定护林办法》，积极对人为造成的环境变化做出调适。
官兵们利用九龙泉和汾川河的水源条件修筑水渠，利用自流引水和水车提水，发展水稻种植及其他农作物生产，使灌溉面积从1200多亩发展到26000多。南泥湾渠全长2860米，1941年5月开工，1941年6月竣工，服务于农业生产，显著提高了粮食产量，还为畜牧业、养殖业、加工业等，提供了水利支撑。目前，南泥湾渠仍在发挥灌溉作用。2023年1月，被中华人民共和国水利部评为“人民治水·百年功绩”治水工程项目名单之一。

## 建国后
1961年，设立南泥湾公社。1965年10月，陕西省政府为“恢复和发扬南泥湾农垦的革命传统”，决定组建了陕西省农建师141团，现名为陕西省延安市南泥湾农场。

## 改革开放
1984年，南泥湾公社改设南泥湾镇。自1977年起到中国政府改革开放后相当长一段时间，南泥湾农场一直没有改变负债经营的贫困局面。为了改变这种困顿局面，南泥湾农场被列入1993－1995年扶贫开发建设项目，总投资800万元。
经过广大职工干部的共同奋斗，项目建设基本完成，主要是：
- 光华木器厂改扩建项目。改造厂房1900平方米，购买大中型机械，形成年加工木材3000立方米的生产能力。
- 渔业基地建设。修建渔塘374.3亩，形成了年产鲜鱼100吨以上的生产能力。
- 子弟学校建设。新投资108万元，新建和改造校舍5269.7平方米，增添了部分桌凳，图书仪器，使教学班次达到12个，可容纳中小学生500多人就读。

以上项目的实施，使南泥湾农场的基本条件有了改善，经济效益明显提高，职工精神面貌也发生了很大的变化。
为了彻底改变农场的贫困状况，1995年，延安市委、市政府决定立项搞好南泥湾农场扶贫开发基地建设后续工程。主要搞好七个项目：
- 5000亩经济基地建设。总投资218.75万元。进入早期，年产杏仁100万公斤，产值1000万元，利税525万元。

- 商品牛羊基地建设。包括草场、基础牛群、肉牛育肥厂、畜牧兽医站等项目，总投资351万元。

- 饲料加工厂建设。该项目为商品牛羊基地建设配套工程。总投资79万元，年加工能力1000吨。

- 食品加工建设。包括面食加工与果汁饮料两条生产线，及配套机房、储存库、运输设备等。年生产面食300吨，浓缩果汁300吨，库存产品100吨，总投资257.9万元。

- 南泥湾垦区旅游业项目。包括恢复保护毛泽东同志旧居、359旅旅部，革命烈士陵园等8处革命纪念地景点的建设，总开发面积15km2，建筑总面积2000平方米，总投资236.4万元。

- 石油开发。现已打井18口，年产原油3500吨。

- 陕西省中天香料股份有限责任公司建设。计划年产香料紫苏浸膏及刺五加浸膏等医药中间产品8吨，香紫苏油1.8吨。

迄今为止，农场下属十三个经济实体和子校、医院两个事业单位。全场总人口1579人，其中职工483人。土地总面积2.3万亩，其中耕地4100亩，主要农作物有玉米、水稻，经济作物有香紫苏、中药材、果类等。

## 当今

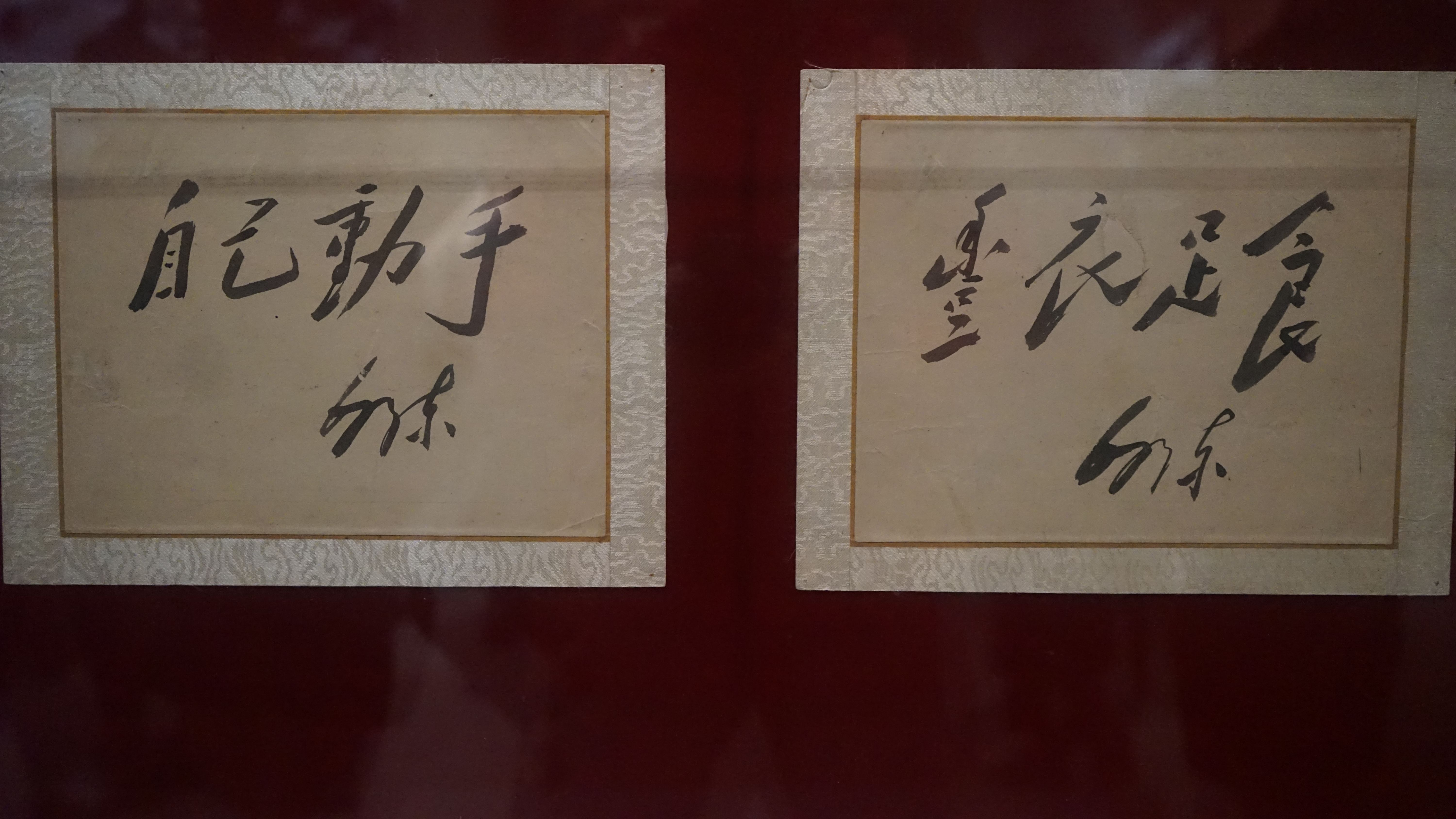
1943年毛泽东在延安给电影《南泥湾》的题词

南泥湾革命旧址于 2006 年被国务院核定为全国重点文物保护单位，归入第一批全国重点文物保护单位。南泥湾的主要景点有：南泥湾党徽广场、毛泽东视察南泥湾旧址、三五九旅旅部旧址、七一八团烈士纪念碑、七一九团烈士纪念碑、中央管理局干部休养所旧址、南泥湾垦区政府旧址、延安炮兵学校旧址、九龙泉和南泥湾大生产展览室。亦设有南泥湾大生产运动纪念馆，供人参观、学习。
2013年当地政府决定以原延安机场迁建延安南泥湾机场，并在2018年11月正式开通，是陕西省客运吞吐量第三大机场。
南泥湾地区美食特产有南泥湾香菇面、油馍馍、洋芋擦擦、陕北米酒、软米油糕、荞面饸饹、钱钱饭、抿节、麻汤饭、凉粉、搅团、黄馍馍。

## 相关作品
- 毛泽东老三篇之《为人民服务》（纪念张思德）
- 贺敬之作词、马可作曲的歌曲《南泥灣》
- 纪录片《生产与战斗结合起来》
- 油画作品《南泥湾》靳之林 1964年
- 2013年彭丹导演的电影《南泥湾》
- 2023年彭丹、董勇主演电视剧《南泥湾》
- 2011年连环画《战斗在南泥湾》